# Пінтань
Округ Пінтан (кит.: 平潭县) — округ, що складається з 126 островів у Тайванській протоці, підпорядкований префектурі міста Фучжоу, столиці провінції Фуцзянь, Китай. Тепер це також є предметом нещодавно заснованої комплексної пілотної зони Пінтан (平潭综合实验区). Головний острів — острів Хайтан (海坛岛; Hāi-tàng Dō).

## Історія
Під час династії Цін Пінтань Тін (平潭廳) було створено. У 1913 році був створений округ Пінтан.
27–28 вересня 2016 року тайфун «Мегі» приніс проливні дощі на Пінтан. Автобусні лінії відновили звичайну роботу 29 вересня.

## Географія

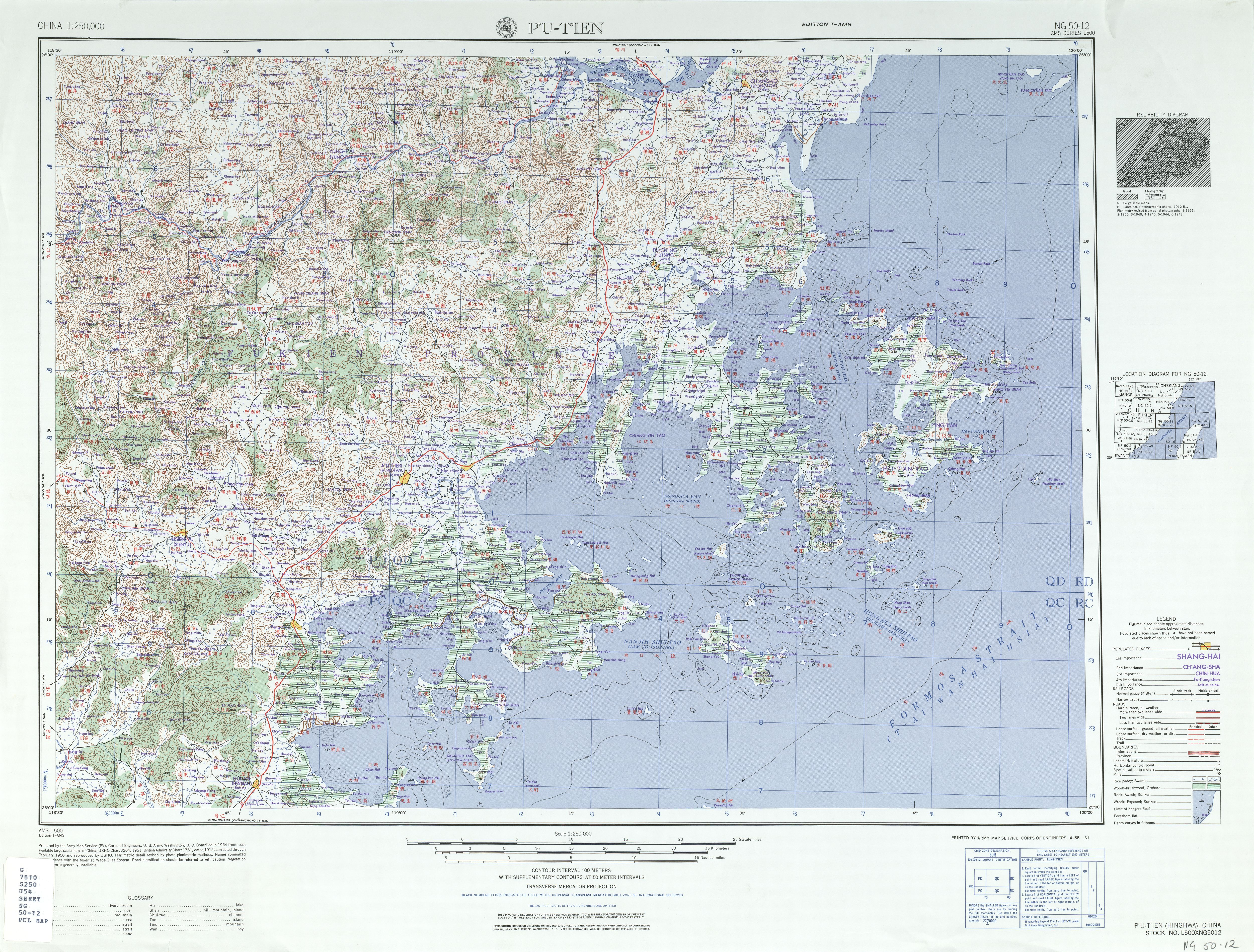
Карта Пінтаня (позначена як PʻING-TʻAN平潭) (AMS, 1954)

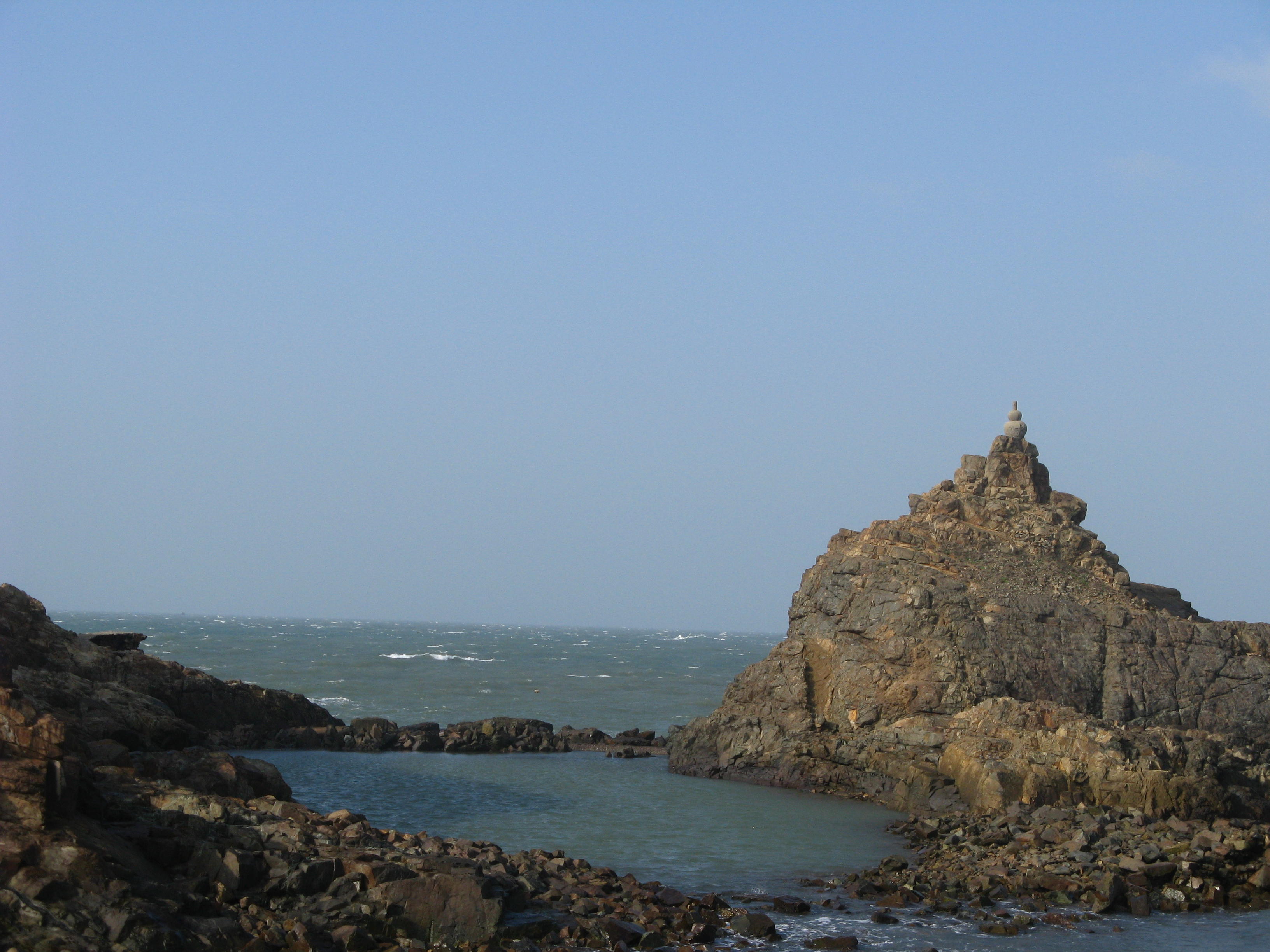
На березі моря біля Пінтаня

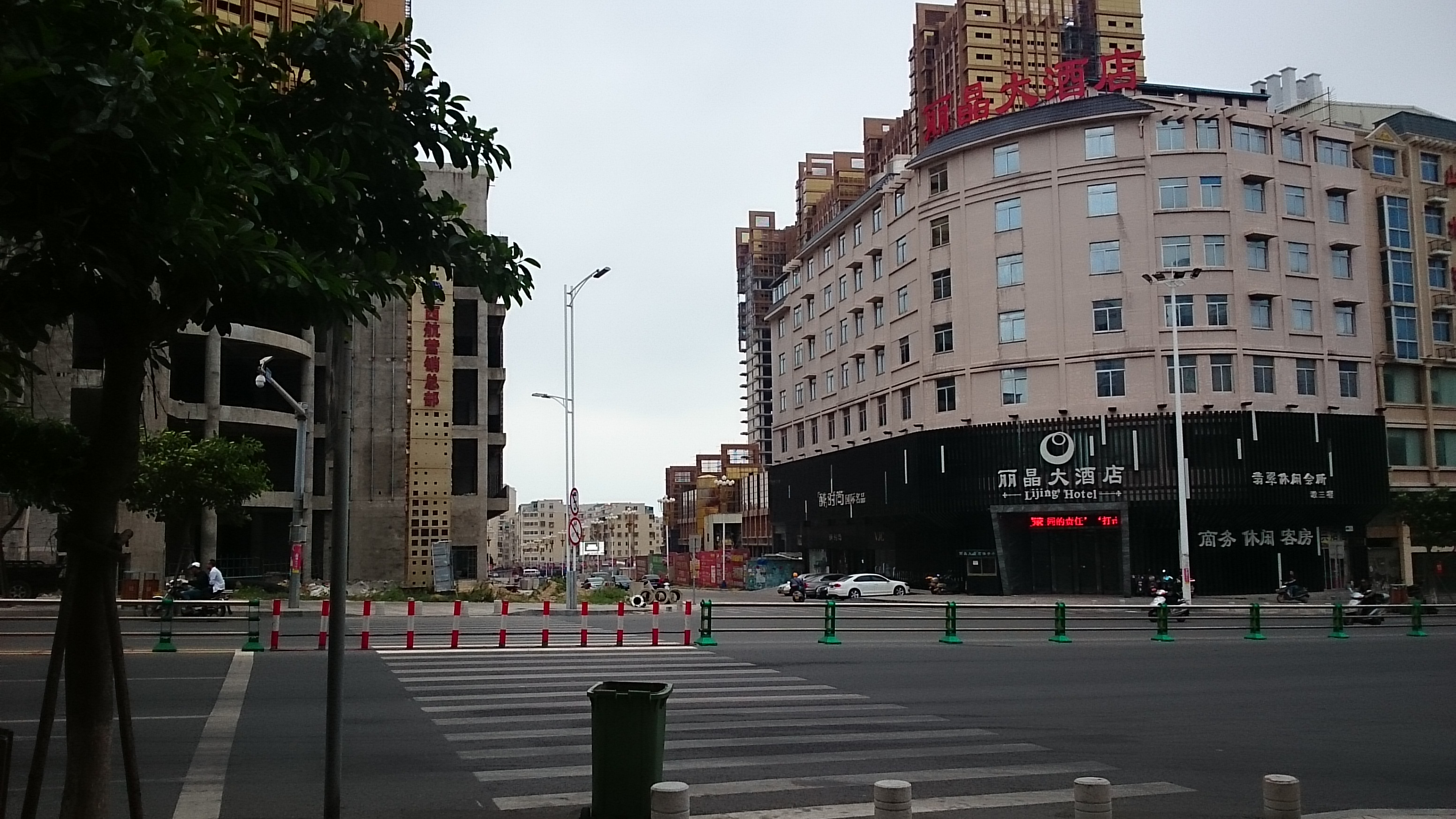
Готель Lige

Загальна площа округу Пінтан становить 371 км2, що включає 126 островів і охоплює 6064 км2 моря. Головний острів, острів Хайтан, займає площу 267 км2, або 72% території округу, і є найбільшим островом у всьому Фуцзяні. Острів Нюшань розташований у східній частині повіту. На сході знаходиться Тайванська протока. Ця територія є найближчим місцем у материковому Китаї (КНР) до головного острова Тайвань.

## Клімат
| Клімат Пінтань (1981–2010) | Клімат Пінтань (1981–2010) | Клімат Пінтань (1981–2010) | Клімат Пінтань (1981–2010) | Клімат Пінтань (1981–2010) | Клімат Пінтань (1981–2010) | Клімат Пінтань (1981–2010) | Клімат Пінтань (1981–2010) | Клімат Пінтань (1981–2010) | Клімат Пінтань (1981–2010) | Клімат Пінтань (1981–2010) | Клімат Пінтань (1981–2010) | Клімат Пінтань (1981–2010) | Клімат Пінтань (1981–2010) |
| Показник                   | Січ.                       | Лют.                       | Бер.                       | Квіт.                      | Трав.                      | Черв.                      | Лип.                       | Серп.                      | Вер.                       | Жовт.                      | Лист.                      | Груд.                      |                            |
| Абсолютний максимум, °C    | 26,4                       | 27,9                       | 28,6                       | 30,3                       | 31,7                       | 34,4                       | 35,6                       | 35,3                       | 34,5                       | 32,7                       | 29,3                       | 26,7                       |                            |
| Середній максимум, °C      | 13,8                       | 13,8                       | 16,2                       | 20,5                       | 24,7                       | 28,1                       | 30,9                       | 30,8                       | 28,6                       | 24,6                       | 20,6                       | 16,2                       |                            |
| Середня температура, °C    | 11,5                       | 11,3                       | 13,3                       | 17,5                       | 22,0                       | 25,7                       | 28,1                       | 28,1                       | 26,4                       | 22,8                       | 18,7                       | 14,1                       |                            |
| Середній мінімум, °C       | 9,8                        | 9,4                        | 11,1                       | 15,2                       | 20,0                       | 23,9                       | 26,2                       | 26,2                       | 24,7                       | 21,4                       | 17,2                       | 12,5                       |                            |
| Абсолютний мінімум, °C     | 0,9                        | 2,2                        | 3,2                        | 5,4                        | 11,2                       | 16,1                       | 20,5                       | 21,7                       | 16,8                       | 13,5                       | 8,5                        | 3,0                        |                            |
| Норма опадів, мм           | 44.2                       | 79.8                       | 129.3                      | 130.8                      | 175.7                      | 248.4                      | 135.1                      | 110.2                      | 135.4                      | 39.1                       | 41.4                       | 30.4                       |                            |
| Вологість повітря, %       | 76                         | 80                         | 81                         | 83                         | 85                         | 86                         | 83                         | 83                         | 79                         | 76                         | 76                         | 74                         |                            |
| -------------------------- | -------------------------- | -------------------------- | -------------------------- | -------------------------- | -------------------------- | -------------------------- | -------------------------- | -------------------------- | -------------------------- | -------------------------- | -------------------------- | -------------------------- | -------------------------- |